# Heidi Knake-Werner
Heidi Knake-Werner, née le 5 mars 1943 à Tomaschow-Mazowiecki, aujourd'hui en Pologne, est une femme politique allemande membre de Die Linke.
Après avoir adhéré au Parti social-démocrate d'Allemagne (SPD), puis au Parti communiste allemand (DKP), elle rejoint le Parti du socialisme démocratique (PDS) en 1990, puis est élue en 1994 députée fédérale de Saxe-Anhalt au Bundestag. Elle démissionne en 2002, après avoir été nommée sénatrice à la Santé et aux Affaires sociales de Berlin dans la coalition rouge-rouge de Klaus Wowereit. Ses compétences sont modifiées en 2006 et elle devient sénatrice pour le Travail et les Affaires sociales, un poste dont elle démissionne en 2009.

## Formation et carrière
Elle passe son enfance et sa jeunesse à Wilhelmshaven, où elle obtient son Abitur en 1964. Elle effectue ensuite ses études supérieures à l'université de Göttingen, et décroche en 1969 un diplôme d'économie sociale. Elle commence alors à travailler dans le domaine de la recherche au sein des universités d'Oldenbourg et de Brême.
Après avoir obtenu un doctorat de l'université d'Oldenbourg, elle y travaille en tant qu'associée de recherche en sociologie familiale, professionnelle et industrielle.

## Vie politique

### Parcours militant
En 1969, elle adhère au syndicat de la fonction publique ÖTV et au syndicat de l'enseigement GEW, puis rejoint l'année suivante au Parti social-démocrate d'Allemagne (SPD). Elle le quitte en 1981, et entre au Parti communiste allemand (DKP), dont elle est membre jusqu'en 1989.
Elle intègre le Parti du socialisme démocratique (PDS) en 1990, au sein duquel elle fait partie de la présidence fédérale, puis du comité directeur fédéral jusqu'en 2002. Lorsque le PDS se transforme en Die Linke, cinq ans plus tard, elle en reste membre.

### Activité institutionnelle
Conseillère municipale d'Oldenbourg sous les couleurs du SPD, elle est élue députée fédérale de Saxe-Anhalt lors des élections fédérales de 1994, et devient vice-présidente du groupe PDS pour la durée de la législature. Elle est réélue en 1998, et reconduite dans ses fonctions, prenant dans le même temps la vice-président de la commission parlementaire du Travail et de l'Ordre social. Elle change de poste en 2000, à la suite de sa nomination comme première coordinatrice du groupe PDS. Elle démissionne finalement de son mandat parlementaire le 17 février 2002.

#### Sénatrice de Berlin
Un mois plus tôt, Heidi Knake-Werner avait été choisie pour occuper le poste de sénatrice pour la Santé, les Questions sociales et la Protection des consommateurs dans la première coalition rouge-rouge du maire-gouverneur de Berlin, Klaus Wowereit. Le 23 novembre 2006, à la suite de la victoire de la coalition aux élections régionales, elle voit ses attributions modifiées et devient sénatrice pour l'Intégration, le Travail et les Affaires sociales. Invoquant son âge, elle démissionne le 15 janvier 2009.